# Чеберакі (Мазовецьке воєводство)
Чеберакі (пол. Czeberaki) — село в Польщі, у гміні Стара Корниця Лосицького повіту Мазовецького воєводства. Населення — 125 осіб (2011).

## Історія
За даними етнографічної експедиції 1869—1870 років під керівництвом Павла Чубинського, у селі переважно проживали греко-католики, які розмовляли українською мовою.
У 1975—1998 роках село належало до Білопідляського воєводства.

## Демографія
Демографічна структура станом на 31 березня 2011 року:
|          | Загалом | Допрацездатний вік | Працездатний вік | Постпрацездатний вік |
| -------- | ------- | ------------------ | ---------------- | -------------------- |
| Чоловіки | 67      | 12                 | 44               | 11                   |
| Жінки    | 58      | 8                  | 27               | 23                   |
| Разом    | 125     | 20                 | 71               | 34                   |